# Rostock Seawolves
Rostock Seawolves (Eigenschreibweise in Großbuchstaben) ist der Name eines Basketballvereins aus Rostock in Mecklenburg-Vorpommern. Die Rostock Seawolves sind der mitgliederstärkste Basketballverein in Deutschland (Stand: 31. Dezember 2023).

## Geschichte

### 1994–2014: Gründungsjahre und sportlicher Aufstieg
Gegründet wurde der EBC 1994, nachdem sich Vertreter der Vereine HSG Warnemünde, Sportgemeinschaft (SG) Fischkombinat (FiKo) Rostock und der HSG Uni Rostock zu einer Bündelung der Basketballkräfte in Rostock entschlossen hatten. Angebahnt und vorbereitet wurde dieser Schritt von André Haas (HSG), Klaus Lehmann (FIKO und Vorsitzender des Basketballverbandes Mecklenburg Vorpommern) und Jörg Eisermann (stellvertretend für die HSG Warnemünde). Die Gründungsmitglieder des EBC Rostock waren Jörg Hildebrandt, André Haas, Detlef Günther, Monika Knauer, Michael Grundmann, Thomas Klee, Karsten Ehrlich und Steffen Winckler.
Im Spieljahr 1994/95 nahm der EBC erstmals am Wettkampfbetrieb teil, zwei Herrenmannschaften wurden für die Landesliga gemeldet. Der EBC gewann 1995 die Landesmeisterschaft in Mecklenburg-Vorpommern und trat 1995/96 im DBB-Pokal an. In der ersten Runde des Wettbewerbs schieden die Rostocker (einer der Spieler war André Jürgens) nach einer deutlichen 35:157-Niederlage gegen den damaligen Zweitligisten Telekom Baskets Bonn aus.
1997 stiegen die Herren des EBC erstmals in die 2. Regionalliga auf, Trainer der Mannschaft war Axel Groß. Die Rostocker verpassten als Liganeuling den Klassenerhalt, kehrten zum Spieljahr 1998/99 aber in die 2. Regionalliga zurück. 2003 begann die Zusammenarbeit mit dem Vermarktungsunternehmen Amadi.
Unter der Leitung von Trainer Christian Range stieg die Mannschaft im Jahre 2007 in die 1. Regionalliga auf. Range gab das Amt hernach aus beruflichen Gründen ab, Björn Barchmann wurde sein Nachfolger. Mit Kevin Fields wurde zum Spieljahr 2007/08 erstmals in der Vereinsgeschichte ein US-Amerikaner verpflichtet. Trotz eines gelungenen Saisonauftakts mit zwei Siegen aus den ersten beiden Begegnungen konnte der direkte Abstieg jedoch nicht verhindert werden. Im Februar 2008 hatte der EBC einen Trainerwechsel vorgenommen und den als EBC-Manager tätigen André Jürgens anstelle Barchmanns eingesetzt sowie sich vom US-Amerikaner Fields getrennt. Sportlicher Erfolg stellte sich in Folge dieser Entscheidungen nicht ein, der EBC schloss sein erstes Spieljahr in der 1. Regionalliga als Tabellenletzter ab. Wegen der im Frühjahr 2008 vermeldeten Zahlungsunfähigkeit des EBC-Vermarkters Amadi musste der Verein wirtschaftliche Einbußen hinnehmen.
2008/09 stieg der EBC als ungeschlagener Meister der 2. Regionalliga erneut in die 1. Regionalliga auf, dort wurde im Spieljahr 2009/10 der Verbleib verpasst. 2011 erfolgte der abermalige Aufstieg in die 1. Regionalliga. Unter Trainer Dirk Stenke schafften es die Mecklenburger erstmals 2012 mit dem Erreichen des fünften Platzes, die Klasse in Deutschlands höchster Amateurliga zu halten. Im Sommer 2012 wurde der Name EBC Rostock Seawolves erdacht, unter dem die Mannschaft von nun an spielte. Im selben Jahr übernahm der gebürtige Rostocker Sebastian Wild, der zuvor sechs Jahre lang die Damen des Lees-McRae College im US-Bundesstaat North Carolina als Cheftrainer betreut hatte, das Traineramt und führte die Mannschaft um die Stützen Sven Hellmann, Kwame Morgan und Jens Hakanowitz auf den dritten Tabellenplatz hinter Stade und Magdeburg. 2013 wurde das Vereinsziel ausgegeben, langfristig den Sprung in die Basketball-Bundesliga zu schaffen.
Für die Saison 2013/14 wurde als Ziel die Bestätigung des dritten Platzes aus dem Vorjahr ausgegeben. Am Ende stand der erste Tabellenplatz und der damit verbundene Aufstieg in die 2. Bundesliga ProB Nord. Zu den Stützen der Meistermannschaft gehörten insbesondere der US-Amerikaner Keith Radcliff, der Bulgare Ivo Slavchev, der Franzose Mahmoud Diakite und Sven Hellmann. Einer der Höhepunkte der Saison war das Kopf-an-Kopf-Rennen mit Aufstiegskontrahent Itzehoe Eagles. Daraus entstand eine Rivalität, die sich aufgrund der regionalen Nähe zu einer Art Derby entwickelte.

### 2014–2018: ProB-Jahre
Zur Saison 2014/15 wurde der Name zu Rostock Seawolves verkürzt. Der Kader wurde für das erste Jahr in der 2. Bundesliga ProB auf einigen Positionen verstärkt. Coach war weiterhin Sebastian Wild. Leistungsträger wie der Kanadier Yannick Anzuluni und der US-Amerikaner Jarrell Crayton wurden den Routiniers Jens Hakanowitz und Sven Hellmann an die Seite gestellt. Nach der Hinrunde belegten die Rostock Seawolves überraschend den ersten Platz der 2. Bundesliga ProB Nord. Dazu konnte Anzuluni den Titel Spieler des Monats November nach Internetabstimmung gewinnen. Die Mannschaft ging als Erster der Punktrunde der ProB-Nordstaffel in die Playoffs und erreichte das Halbfinale, wo man gegen den späteren Meister Oldenburg ausschied. 2015 bekräftigte EBC-Vereinspräsident André Jürgens die mittelfristige Zielsetzung des Klubs, bis 2020 in der Basketball-Bundesliga spielen zu wollen.
In der Folgesaison platzierten sich die Rostocker in der Punktrunde der ProB-Nord in der Spitzengruppe und gingen als Drittplatzierter in die Meisterrunde. Allerdings war bereits in der ersten Runde im Duell mit den Dresden Titans Endstation. Der US-Amerikaner Matthew Hunter war in dieser Saison mit durchschnittlich 18,7 Punkten pro Einsatz treffsicherster Akteur der Rostocker. Am 1. März 2016 wurde der ehemalige Mannschaftskapitän und frühere dänische Nationalspieler Jens Hakanowitz als Sportlicher Leiter eingesetzt. Anfang Oktober 2016 trennte sich der Verein von Cheftrainer Sebastian Wild. Zu diesem Zeitpunkt der Saison 2017/18 standen für die Mannschaft zwei Niederlagen und kein Sieg zu Buche. Wilds Assistent Andreas Barthel übernahm das Amt. Ende November 2016 korrigierten die Rostocker Verantwortlichen, die vor Saisonbeginn den Aufstieg in die 2. Bundesliga ProA als Zielstellung genannt hatten, ihre Vorgabe und formulierten angesichts der bis zu diesem Zeitpunkt erbrachten Leistungen und Ergebnisse (drei Siege, sieben Niederlagen) fortan den Klassenerhalt als Plansoll. Am 8. Dezember 2016 wurde abermals ein Trainerwechsel vollzogen: Ralf Rehberger übernahm den Posten, Barthel wurde wieder Co-Trainer. Die Rostocker zogen als Tabellenachter in die ProB-Endrunde ein, verloren dort aber in der ersten Runde (0:2-Spiele) gegen PS Karlsruhe.
Die folgende Spielzeit wurde mit einem runderneuerten Aufgebot begonnen: Neun Neuzugänge stießen zur Mannschaft, lediglich drei Spieler der Vorsaison verblieben im Rostocker Kader. Im Vorfeld der Saison bremste Vereinspräsident André Jürgens die Erwartungen, die unter anderem durch das in der Vergangenheit ausgegebene Ziel eines Erstliga-Aufstiegs bis 2020 geschürt wurden. Die Ostsee-Zeitung berichtete: „Der große Traum der Ostseestädter bleibt der Sprung in die BBL, das ist die höchste deutsche Spielklasse. Den Aufstieg dorthin bis zum Jahr 2020 zu schaffen, hält Jürgens derzeit allerdings für unrealistisch, auch wenn es das Konzeptpapier des Vereins so vorsieht. ‚Der nächste Schritt ist die ProA, das wird schwierig genug‘, so der 40-Jährige am Rande der Saisoneröffnung.“ Mit 4059 Zuschauern gegen Cuxhaven zum Jahresende 2017 wurde eine neue Heimspielbestmarke in der Stadthalle Rostock aufgestellt. Die Punktrunde der 2. Bundesliga ProB Nord wurde als Tabellendritter abgeschlossen. In der Meisterrunde zogen die Rostocker in die Endspielserie ein und erreichten damit den Aufstieg in die 2. Bundesliga ProA. Gegen Elchingen gewann die Mannschaft von Trainer Rehberger dann zwar das Hinspiel in eigener Halle (vor neuer Rekordkulisse von 4550 in der ausverkauften Stadthalle), musste sich jedoch auswärts geschlagen geben. In der Addition der Ergebnisse hatte Elchingen die Nase vorn, Rostock beendete die Saison 2017/18 somit als Vizemeister der 2. Bundesliga ProB. Zu den Leistungsträgern der Vizemeistermannschaft gehörten neben den beiden US-Amerikanern Brandon Lockhart, der mit einem Punkteschnitt von 15,0 bester Rostocker Korbschütze war, und Jordan Talbert auch Bill Borekambi, Chris Frazier und Darian Cardenas Ruda. Kurz nach Saisonende gab der Verein die Trennung von Trainer Rehberger bekannt, da man sich mit einem anderen Trainer, nämlich dem Serben Milan Škobalj, auf eine Zusammenarbeit geeinigt hatte, der vom Sportlichen Leiter Jens Hakanowitz als Wunschkandidat bezeichnet wurde.

### 2018–2022: In der ProA
Nach dem Aufstieg in die zweithöchste deutsche Spielklasse bauten der neue Trainer Škobalj und Sportdirektor Hakanowitz die Mannschaft in der Sommerpause 2018 in weiten Teilen um. Aus dem Aufgebot der vorangegangenen Saison blieben Jordan Talbert, Dennis Teucher, Darian Cardenas Ruda und Chris Frazier im Kader. Der Mannschaftshaushalt im Spieljahr 2018/19 wurde von den Norddeutschen Neuesten Nachrichten auf „rund zwei Millionen Euro“ beziffert. Als Zielsetzung für das erste Jahr in der neuen Liga wurde von der Mannschaftsleitung der Klassenerhalt ausgegeben. Das Premierenspiel der Rostocker in der 2. Bundesliga ProA wurde in einer Liveübertragung vom Fernsehsender Sport1 gezeigt. Die Punktrunde in seiner ersten Zweitligasaison schloss Rostock als Tabellenfünfter ab, im Viertelfinale unterlag die Mannschaft den Hamburg Towers mit 1:3-Siegen. Die Rostocker hatten vorher fristgerecht einen Lizenzantrag für die Basketball-Bundesliga eingereicht, welcher später wegen der fehlenden sportlichen Qualifikation zurückgezogen wurde. Beste Rostocker Korbschützen des ProA-Spieljahres 2018/19 waren Tony Hicks (14,4 Punkte/Spiel) sowie Yannick Anzuluni (14,1 Punkte/Spiel).
In der Sommerpause 2019 wurde in Bargeshagen für einen fünfstelligen Betrag eine ehemalige Tennishalle zur Trainingsstätte der Rostocker Profimannschaft umgebaut. Als Ziel für die Saison 2019/20 gab Sportdirektor Hakanowitz das „Erreichen der Play-offs“ vor. Nach dem ersten Spiel des Jahres 2020, einem 82:72-Heimsieg gegen Schwenningen, wurde Trainer Škobalj entlassen, da die „aktuelle Situation Sorgen“ bereite und nicht zufriedenstellend sei, hieß es seitens der Führung. Die Mannschaft stand zu diesem Zeitpunkt mit sieben Siegen sowie zehn Niederlagen auf dem zwölften Tabellenplatz. Mit der Bekanntgabe der Einigung mit dem ehemaligen Bundes- und Meistertrainer Dirk Bauermann als Nachfolger sorgten die Mecklenburger für einen Paukenschlag. Rostocks Sportlicher Leiter Hakanowitz bezeichnete die Verpflichtung Bauermanns als „eine einmalige Chance“ für die Mannschaft. Bauermann betonte bei seiner Vorstellung, sich neben seinen Aufgaben als Trainer der Profimannschaft auch in die Weiterentwicklung des Basketballstandorts Rostock einbringen zu wollen. Er habe unter anderem das Angebot angenommen, weil er dort die Möglichkeit sehe, langfristig zu arbeiten und etwas aufzubauen, selbst wenn der zunächst bis Saisonende 2019/20 geschlossene Vertrag das noch nicht abbilde. Man müsse „sicherstellen, dass die handelnden Personen menschlich und fachlich zueinander passen“, erklärte Bauermann im Rahmen seines Dienstantritts. Das Ziel sei „irgendwann der Aufstieg in die erste Liga“, sagte Bauermann bei seiner Vorstellung in Rostock. Die Konkurrenz diesbezüglich sei groß, aber man wolle schauen, „dass aus dem Traum, der Vision, Realität wird“, betonte er. Mitte März 2020 wurde die Saison wegen des Coronavirus SARS-CoV-2 vorzeitig beendet, die Rostocker standen zu dem Zeitpunkt mit zwölf Siegen und 15 Niederlagen auf dem zwölften Tabellenplatz. Anfang April 2020 wurde Bauermanns Vertrag verlängert.
Als mittelfristiges Ziel wurde im Sommer 2020 der Aufstieg in die Bundesliga genannt, die Mannschaft wurde im Vorfeld der Saison 2020/21 mit den Nationalspielern Rain Veideman (Estland), Ronalds Zaķis (Lettland), Behnam Yakhchali (Iran) sowie Spielern mit Bundesliga-Erfahrung (Stefan Ilzhöfer, Brad Loesing, Chris Carter, Sid-Marlon Theis) verstärkt. Die Hauptrunde wurde im April 2021 als Tabellenführer abgeschlossen. In der anschließenden zweiten Gruppenphase, in der die Bundesliga-Aufsteiger ermittelt wurden, schied Rostock aus. Im Mai 2021 kam es zur Trennung von Trainer Bauermann, Assistenztrainer Christian Held wurde ins Amt des Cheftrainers befördert. Im Juni 2021 stimmte die Mitgliederversammlung des Ersten Basketball-Club Rostock e. V. einstimmig für eine Namensänderung des Vereins in Rostock Seawolves e. V. Zu diesem Zeitpunkt verfügte der Verein über 1728 Mitglieder. Ebenfalls beschlossen wurde die Schaffung eines ehrenamtlich tätigen Aufsichtsrats sowie die Einsetzung eines hauptamtlichen Vereinsvorstands. Im September 2021 bezog der Verein seine neuen Geschäftsräume in einem ehemaligen Speicher am Rostocker Stadthafen. Im November 2021 zogen fünf Personen in den ehrenamtlichen Aufsichtsrat ein, Vorsitzender wurde Marcus Fahrenkrug. Der neue Aufsichtsrat bestellte sogleich die fortan hauptamtliche Vereinsführung: Der zuvor ehrenamtlich tätige Vorsitzende André Jürgens übernahm den Vorsitz, der Sportliche Leiter Jens Hakanowitz erhielt das Amt des 2. Vorsitzenden. Mit Stand 31. Dezember 2021 wies der Verein erstmals eine vierstellige Anzahl (1007) an Teilnehmerausweisen auf.
Im Mai 2022 gelang der Mannschaft der Einzug in die Zweitliga-Meisterschaftsendspiele, womit sich die Rostocker den Aufstieg in die Bundesliga sicherten. Der entscheidende Sieg gelang im vierten Halbfinalspiel gegen Jena, als Tyler Nelson eine Sekunde vor dem Schluss einen Dreipunktewurf traf und damit den 77:76-Endstand herstellte. Die Teilnahmeberechtigung unter Vorbehalt des Bundesliga-Einzugs durch den sportlichen Aufstieg hatte Rostock bereits Anfang Mai 2022 erhalten. In den beiden Endspielen gegen Tübingen gewann die Mannschaft den Meistertitel in der 2. Bundesliga ProA. Bester Korbschütze der Rostocker Meistermannschaft war Tyler Nelson mit 16,8 Punkten je Begegnung, ihm folgten seine US-Landsmänner Nijal Pearson (14,1 Punkte/Spiel) und Jordan Roland (12,5 Punkte/Spiel).

### Seit 2022: Bundesligist
Neben dem Trainerstab wurden mit Nijal Pearson, Jordan Roland, Chris Carter, Till Gloger und Sid-Marlon Theis Leistungsträger der Aufstiegsmannschaft für das Bundesligaspieljahr 2022/23 gehalten. Als Ziel für die erste Saison in der höchsten deutschen Liga wurde der Klassenhalt ausgegeben. Im ersten Bundesligaspiel der Vereinsgeschichte setzte sich die Rostocker Mannschaft am 9. Oktober 2022 85:80 gegen Ulm durch. 3764 Personen wohnten der Begegnung in der Rostocker Stadthalle bei. Die ersten Bundesliga-Punkte in dem Spiel und damit der Vereinsgeschichte verbuchte Derrick Alston, mit Roy Krupnikas gab im Aufeinandertreffen mit Ulm ein Rostocker Eigengewächs im Alter von 15 Jahren und elf Monaten seinen Bundesligaeinstand. Mit vier Siegen aus den ersten vier Bundesligaspielen setzte sich die Mannschaft im Oktober 2022 an die Tabellenspitze. Am Ende des ersten Rostocker Bundesligajahres stand man auf dem neunten Tabellenplatz. Der Rostocker Spieler Selom Mawugbe wurde als bester Verteidiger der Bundesligasaison 2022/23 ausgezeichnet. Bester Korbschütze der Mannschaft war 2022/23 Mawugbes US-amerikanischer Landsmann JeQuan Lewis mit einem Punkteschnitt von 16,1 je Begegnung. Lewis und Mawugbe verließen Rostock, sie nahmen beide Angebote von französischen Erstligisten an.
Im Juni 2023 gab der Verein die erstmalige Teilnahme an der Ausscheidungsrunde zum Europapokalwettbewerb FIBA Europe Cup bekannt. In ihrem ersten Europapokalspiel bezwangen die Rostocker Anfang Oktober 2023 in der Ausscheidungsrunde zum FIBA Europe Cup den nordmazedonischen Verein Feniks 2010 Skopje (101:72). Am Ende der ersten Gruppenphase schied man aus dem Wettbewerb aus. In der Bundesliga wurde im Spieljahr 2023/24 als Tabellen-15. knapp der Klassenerhalt geschafft und anschließend der Vertrag von Trainer Held nicht verlängert.
Als Held-Nachfolger verpflichteten die Rostocker den Polen Przemysław Frasunkiewicz, der Franzose Kévin Anstett wurde neuer Sportlicher Leiter. Jens Hakanowitz, der diesen Aufgabenbereich in seinem Amt als Sportvorstand zuvor innegehabt hatte, widmete sich der Vertriebs- und Strukturarbeit. Mit Tyler Nelson verließ Ende September 2024 ein langjähriger Stammspieler die Mannschaft, da der neue Trainer Frasunkiewicz nicht auf ihn setzte.

## Kader

### 2024/25
| Spieler | Spieler            | Spieler           | Spieler    | Spieler | Spieler | Spieler                       |
| Nr.     | Nat.               | Name              | Geburt     | Größe   | Info    | Letzter Verein                |
| ------- | ------------------ | ----------------- | ---------- | ------- | ------- | ----------------------------- |
|         |                    | Guards (PG, SG)   |            |         |         |                               |
| 02      | Vereinigte Staaten | Tyler Nelson      | 09.08.1995 | 1,91 m  |         | Texas Legends                 |
| 04      | Deutschland        | Elias Baggette    | 28.04.2002 | 1,83 m  |         | Crailsheim Merlins            |
| 06      | Deutschland        | Darren Aidenojie  | 29.08.2004 | 1,95 m  |         | Artland Dragons               |
| 13      | Vereinigte Staaten | Bryce Hamilton    | 10.11.2000 | 1,93 m  |         | Promitheas Patras             |
| 21      | Lettland           | Aigars Skele      | 04.12.1994 | 1,92 m  |         | Stal Ostrów Wielkopolski      |
| 22      | Deutschland        | Oshane Drews      | 01.04.2001 | 1,98 m  |         | Paderborn Baskets             |
|         |                    | Forwards (SF, PF) |            |         |         |                               |
| 03      | Deutschland        | Dominic Lockhart  | 03.07.1994 | 1,99 m  |         | Niners Chemnitz               |
| 05      | Vereinigte Staaten | D’Shawn Schwartz  | 15.02.1999 | 2,01 m  |         | Le Mans Sarthe Basket         |
| 14      | Deutschland        | Clint Hamann      | 15.01.2003 | 2,11 m  |         | Lok Bernau                    |
| 15      | Deutschland        | Robin Amaize      | 31.01.1994 | 1,96 m  |         | Basketball Löwen Braunschweig |
| 19      | Deutschland        | Sid-Marlon Theis  | 26.04.1993 | 2,04 m  |         | Eisbären Bremerhaven          |
|         |                    | Center (C)        |            |         |         |                               |
| 18      | Deutschland        | Till Gloger       | 26.01.1993 | 2,04 m  |         | Gladiators Trier              |
| 23      | Nigeria            | Godwin Omenaka    | 09.10.2000 | 2,06 m  |         | SLUC Nancy                    |
| 51      | Vereinigte Staaten | Darnell Brodie    | 14.09.1999 | 2,08 m  |         | Drake University              |

| Trainer     | Trainer                  | Trainer     |
| Nat.        | Name                     | Position    |
| ----------- | ------------------------ | ----------- |
| Polen       | Przemysław Frasunkiewicz | Cheftrainer |
| Polen       | Piotr Blechacz           | Co-Trainer  |
| Deutschland | Tom Schmidt              | Co-Trainer  |

| Legende                | Legende            |
| Abk.                   | Bedeutung          |
| ---------------------- | ------------------ |
| (C)                    | Mannschaftskapitän |
| Quellen                |                    |
| Teamhomepage           |                    |
| Ligahomepage           |                    |
| Stand: 16. August 2024 |                    |

| Legende                | Legende            |
| Abk.                   | Bedeutung          |
| ---------------------- | ------------------ |
| (C)                    | Mannschaftskapitän |
| Quellen                |                    |
| Teamhomepage           |                    |
| Ligahomepage           |                    |
| Stand: 16. August 2024 |                    |

Abgänge: Derrick Alston Jr. (BAXI Manresa, ), Chris Carter (Science City Jena), Matt Bradley, Wes Clark, Chevez Goodwin, Eric Lockett, Lester Medford, Augustine Rubit

### 2023/24
| Spieler | Spieler            | Spieler                 | Spieler    | Spieler | Spieler | Spieler                              |
| Nr.     | Nat.               | Name                    | Geburt     | Größe   | Info    | Letzter Verein                       |
| ------- | ------------------ | ----------------------- | ---------- | ------- | ------- | ------------------------------------ |
| 2       | Vereinigte Staaten | Tyler Nelson            | 09.08.1995 | 1,91 m  | G/F     | Texas Legends (G-League, USA)        |
| 4       | Deutschland        | Svante Schmundt         | 17.10.2001 | 1,85 m  | G       |                                      |
| 5       | /                  | Christopher John Carter | 07.05.1992 | 1,93 m  | PG      | Niners Chemnitz (ProA, GER)          |
| 6       | Deutschland        | Darren Aidenojie        | 29.08.2004 | 1,95 m  | G       |                                      |
| 8       | Vereinigte Staaten | Lester Medford          | 24.05.1993 | 1,78 m  | G       |                                      |
| 9       | Deutschland        | Mika Freitag            | 15.02.2006 | 1,88 m  | G       |                                      |
| 10      | Vereinigte Staaten | Wes Clark               | 12.12.1994 | 1,83 m  | G       |                                      |
| 11      | Vereinigte Staaten | Chevez Goodwin          | 27.02.1998 | 2,06 m  | C       | Aris Thessaloniki (GRE)              |
| 13      | Vereinigte Staaten | Eric Lockett            | 25.12.1995 | 1,96 m  | F       | ERA Nymburg (CZE)                    |
| 15      | Deutschland        | Robin Amaize            | 31.01.1994 | 1,96 m  | F       | Basketball Löwen Braunschweig        |
| 18      | Deutschland        | Till Gloger             | 26.01.1993 | 2,04 m  | C       | Gladiators Trier (ProA, GER)         |
| 19      | Deutschland        | Sid-Marlon Theis        | 26.04.1993 | 2,04 m  | PF      | Eisbären Bremerhaven (ProA, GER)     |
| 20      | Vereinigte Staaten | Matt Bradley            | 19.08.1999 | 1,93 m  | G       | San Diego State (USA)                |
| 21      | Vereinigte Staaten | Derrick Alston Jr.      | 17.09.1997 | 2,06 m  | F       | Salt Lake City Stars (G-League, USA) |
| 22      | Deutschland        | Oshane Drews            | 01.04.2001 | 1,98 m  | G       | Paderborn Baskets (Pro A)            |
| 24      | Vereinigte Staaten | Augustine Rubit         | 14.08.1989 | 2,03 m  | G       | FC Bayern München                    |

| Trainer     | Trainer        | Trainer     |
| Nat.        | Name           | Position    |
| ----------- | -------------- | ----------- |
| Deutschland | Christian Held | Cheftrainer |
| Deutschland | Ralph Held     | Co-Trainer  |

| Legende              | Legende            |
| Abk.                 | Bedeutung          |
| -------------------- | ------------------ |
| (C)                  | Mannschaftskapitän |
| Quellen              |                    |
| Teamhomepage         |                    |
| Ligahomepage         |                    |
| Stand: 23. Juni 2024 |                    |

| Legende              | Legende            |
| Abk.                 | Bedeutung          |
| -------------------- | ------------------ |
| (C)                  | Mannschaftskapitän |
| Quellen              |                    |
| Teamhomepage         |                    |
| Ligahomepage         |                    |
| Stand: 23. Juni 2024 |                    |

## Trainer
| Trainerchronik  |                          |
| Amtszeit        | Trainer                  |
| 2001–2004       | Sebastian Wild           |
| 2004–2005       | Christian Range          |
| 2005–01/2006    | Stefan Richter           |
| 01/2006–2007    | Christian Range          |
| 2007–02/2008    | Björn Barchmann          |
| 02/2008–2010    | André Jürgens            |
| 2010–2012       | Dirk Stenke              |
| 2012–10/2016    | Sebastian Wild           |
| 10/2016–11/2016 | Andreas Barthel          |
| 12/2016–2018    | Ralf Rehberger           |
| 2018–01/2020    | Milan Škobalj            |
| 01/2020–05/2021 | Dirk Bauermann           |
| 05/2021–05/2024 | Christian Held           |
| seit 06/2024    | Przemysław Frasunkiewicz |

## Bedeutsame ehemalige Spieler
- Yannick Anzuluni: 2014/15 und 2018/19; Flügelspieler des Jahres in der ProB-Saison 2014/15 (benannt von eurobasket.com)[83]
- Chris Carter: 2020–2024: Rostocker Mannschaftskapitän[84]
- Daniel López Dittert: 2014–2018: 99 Spiele in der 2. Bundesliga ProB, Aufstieg 2018[85]
- Till Gloger: 2020–2025[86]
- Jens Hakanowitz:[87] 2012–2015; Kapitän der Regionalliga-Meistermannschaft von 2014
- Sven Hellmann: 2003 bis 2017; jahrelanger Leistungsträger, wurde als „Galionsfigur“ des Vereins bezeichnet, ihm zu Ehren wurde ein Abschiedsspiel organisiert[88]
- Michael Jost: 2018 bis 2022; Spielführer der Bundesliga-Aufstiegsmannschaft von 2022[89]
- JeQuan Lewis: 2022/23 und 2024/25; bester Korbschütze in der ersten Rostocker Bundesliga-Saison
- Peter Maischak: bis 2012; Meister der 2. Regionalliga Nord 2009, 2011
- Selom Mawugbe: 2022/23; als bester Verteidiger der Bundesliga ausgezeichnet
- Tyler Nelson: 2021 bis 2024; entscheidend am Bundesliga-Aufstieg 2022 beteiligt, danach ebenfalls Leistungsträger im „Oberhaus“
- Robert Schmidt:[90] bis 2011; u. a. bester EBC-Korbschütze 2003/04, 2005/06 in der 2. Regionalliga, 2009/10 in der 1. Regionalliga; Meister der 2. Regionalliga Nord 2007, 2009, 2011

## Vergangene Spielzeiten (seit 2011/12)
- 2011/12: 05. Platz 1. Regionalliga Nord
- 2012/13: 03. Platz 1. Regionalliga Nord
- 2013/14: 01. Platz 1. Regionalliga Nord und Aufstieg in die 2. Basketball-Bundesliga – ProB Nord
- 2014/15: 01. Platz ProB-Nord (0:2 im Play-off-Halbfinale gegen die Baskets Akademie Weser-Ems)
- 2015/16: 03. Platz ProB-Nord (1:2 in den Playoffs, 1. Runde gegen die Dresden Titans)
- 2016/17: 08. Platz ProB-Nord (0:2 in den Playoffs, 1. Runde gegen PS Karlsruhe)
- 2017/18: 03. Platz ProB-Nord; Play-off-Endspiel (94:93 im Finalhinspiel, 67:85 im Finalrückspiel gegen Elchingen)
- 2018/19: 05. Platz ProA (1:3 in den Playoffs, 1. Runde gegen die Hamburg Towers)
- 2019/20: 12. Platz ProA
- 2020/21: 1. Platz ProA (Hauptrunde), Ausscheiden in der zweiten Gruppenphase
- 2021/22: 2. Platz ProA (Hauptrunde), Gewinn der Meisterschaft
- 2022/23: 9. Platz Bundesliga (Hauptrunde)
- 2023/24: 15. Platz Bundesliga (Hauptrunde)

## Spielstätte
Ab 2012 fanden die Heimspiele der Rostock Seawolves in der OSPA-Arena in der Tschaikowskistraße 45 statt. Die Multifunktionshalle ist unter anderem Heimat für Handball, Volleyball und Inline-Hockey. Außerdem finden dort regelmäßig Konzertveranstaltungen statt. Die Halle fasst als Basketballveranstaltungsort etwa 900 Zuschauer. Bei Basketballspielen wird die Halle mit Hinweis auf die Seawolves auch als „Wolfshöhle“ bezeichnet.
Seit der Saison 2015/16 finden die Heimspiele in der deutlich größeren Stadthalle Rostock statt, da in der vorangegangenen Saison nahezu alle Spiele ausverkauft waren. Die Stadthalle verfügte jedoch über keine Basketballkörbe, weshalb im Juni 2015 eine Spendenaktion zur Finanzierung einer mobilen Korbanlage gestartet wurde. Der Zuschauerrekord in der Stadthalle Rostock betrug seit dem letzten Heimspiel des Jahres 2017 gegen die Cuxhaven Baskets 4059 Zuschauer. Im ersten Finalspiel gegen Elchingen in derselben Saison war die Stadthalle Rostock mit 4550 Besuchern erstmals bei einer Partie der Seawolves ausverkauft.

## Fans
Die JoggerBrigade wurde am 23. November 2010 gegründet und bestand damals aus sieben Personen in Jogging-Hosen. So ist auch ihr Name zu erklären. Die Fangruppe unterstützt die Mannschaft bei Heimspielen und reist auch zu Auswärtsspielen. Im Januar 2015 rief die Joggerbrigade verschiedene Aktionen ins Leben, um für einen fairen und bunten Sport gegen Rassismus und Fremdenfeindlichkeit zu werben. Seit dem 21. November 2015 gibt es einen zweiten „offiziellen Fanclub“ der Rostock Seawolves. Die „Baltic Pirates“ unterstützen die Mannschaft bei Heim- und Auswärtsspielen.
Ab der Saison 2014/15 unterstützte den Verein auch ein webbasiertes Fanradio. Das Wolfsgeheul von Fans für Fans war mit seinen Moderatoren bei jedem Ligaspiel der Seawolves dabei und erreichte zeitweise rund 500 Hörer pro Spiel. Später trug der Vereinspodcast den Namen Wolfsgeheul.

## Weitere Mannschaften

### Herren
Als Landesmeister 2013 nahm die 2. Herrenmannschaft ihr Aufstiegsrecht wahr und spielt seit der Saison 2013/14 in der 2. Regionalliga Nord. In der Saison 2022/23 erreichte die von Trainer Nicolai Coputerco betreute Mannschaft den Aufstieg in die 1. Regionalliga. Neben Jugendlichen wie Roy Krupnikas, Svante Schmundt und Mika Freitag zählten über Erfahrung aus dem Berufsbasketball verfügende Spieler wie Daniel López Dittert, Michael Jost und Toni Nickel zum Aufgebot. Zur Teilnahme an der 1. Regionalliga kam es nicht, da der Rostocker Bewerbung um ein Teilnahmerecht an der 2. Bundesliga ProB stattgegeben wurde, sodass die zweite Rostocker Mannschaft in Hinblick auf die Saison 2023/24 um zwei Spielklassen nach oben kletterte. Im Januar 2025 übernahm Tom Schmidt das Traineramt von Lukasz Kociolek, der wiederum Ende November 2024 Coputerco beerbt hatte. In der Saison 2024/25 stieg die Mannschaft als Tabellenletzter (vier Siege, 22 Niederlagen) aus der 2. Bundesliga ProB ab. Allerdings blieb man in Folge von Verschiebungen durch Rückzüge von Zweitligisten in der 2. Bundesliga ProB.
Die 3. Herrenmannschaft stieg 2023 in die 2. Regionalliga auf. Weitere Herrenmannschaften treten in der Oberliga Mecklenburg-Vorpommern an.
In der Altersklasse Ü35 sicherte sich die Rostocker Mannschaft 2023 die Teilnahme an der Deutschen Meisterschaft. Im Mai 2023 wurde die Mannschaft um Jens Hakanowitz, Daniel López Dittert, Michael Jost sowie den früheren Berufsfußballspieler Kai Bülow deutscher Meister. 2024 wurde der Erfolg wiederholt, die Rostocker Mannschaft gewann den deutschen Meistertitel in eigener Halle.

### Damen
Die Damen errangen 2006/07 in ihrer ersten Saison in der 1. Regionalliga Nord gleich den zweiten Platz hinter dem TSV Quakenbrück. Dadurch schaffte man den Aufstieg in die 2. Damen-Basketball-Bundesliga Nord. Dort gelang den Rostockerinnen um Trainer Dirk Stenke und die Spielerinnen Gesa Köhn und Dianca Latrese Jones (USA) der erste Sieg erst am Ende der Rückrunde 2007/08 gegen den TuS Jena. Es folgten weitere Punktgewinne gegen die Tessari Baskets Hagen und den TuS Lichterfelde, die den sofortigen Wiederabstieg jedoch nicht verhinderten. Infolgedessen trat der EBC stets in der 2. Regionalliga Nord-Ost an, wo man von 2010 bis 2013 vier Meisterschaften in Folge feierte. Jedoch verzichtete der Verein stets auf sein Aufstiegsrecht. Aufgrund zahlreicher Abgänge von Leistungsträgerinnen zog sich der Verein im Sommer 2013 aus der 2. Regionalliga zurück und spielte fortan in der Oberliga Mecklenburg-Vorpommern. 2021 gab es die Rückkehr in die 2. Regionalliga, 2023 stieg man wieder ab und 2024 erneut auf. In der Saison 2024/25 erreichte man als Aufsteiger den zweiten Tabellenplatz in der 2. Regionalliga. Anschließend erhielten die Rostockerinnen für das Spieljahr 2025/26 eine Teilnahmeberechtigung für die 1. Regionalliga Nord.

### Jugend
Im Jugendbereich stellen die Rostocker in allen Altersklassen von der U12 bis zur U20 mindestens eine Mannschaft für den Spielbetrieb in Mecklenburg-Vorpommern. Seit der Saison 2010/11 gibt es in Rostock eine eigene Grundschul-Basketball-Liga, die ab 2013 von der örtlichen Wohnungsgenossenschaft „Schiffahrt-Hafen“ als Namenssponsor gefördert wurde. Im Sommer 2011 erfuhr die Jugendarbeit weiteren Aufwind, als mit Daniel Havlitschek und Roman Wolff zwei Jugendtrainer gewonnen werden konnten. Dieses Projekt trug Früchte. So gewann der EBC mit der U12 und Havlitschek als Trainer im Jahr 2013 das internationale IKW-Turnier in Berlin. 2017 bot der EBC in zwölf Schulen insgesamt 24 Basketball-Arbeitsgemeinschaften an. Ab der Saison 2015/16 waren mit dem A-Lizenz-Trainer Krists Plendišķis und dem Jugendtrainer Stanley Witt zwei neue Personen als Koordinatoren und Trainer im Jugendbereich des EBC Rostock tätig. Plendišķis verließ den Verein 2017, im selben Jahr wurde der Stab um die hauptamtlichen Trainer Malte Haedecke, Tom Schmidt (beide im Kinder- und Jugendbereich) und Nicolai Coputerco (2. Herrenmannschaft) erweitert.
In der Saison 2016/17 ging erstmals eine Mannschaft des EBC in der U16-Bundesliga JBBL an den Start. Ende Mai 2018 gewann die Rostocker U18-Mannschaft den Deutschen Jugendpokal.
Im Sommer 2018 verfehlte die Rostocker U19-Mannschaft zwar in der Ausscheidungsrunde den Sprung in die Nachwuchs-Basketball-Bundesliga (NBBL), erhielt aber kurz darauf von der Liga nachträglich eine Teilnahmeberechtigung für das Spieljahr 2018/19, womit die Hanseaten erstmals in der U19-Bundesliga vertreten waren.
Im Januar 2019 nahmen mit Nicolas Buchholz, Theo Brackmann und Filip Škobalj erstmals drei Rostocker Jugendspieler als Gastspieler am U18-Nachwuchsturnier der EuroLeague teil. Škobalj und Buchholz spielten im Rahmen des Turniers in München leihweise für den FC Bayern München, Brackmann vertrat die Farben von Ratiopharm Ulm.
In der Saison 2021/22 stieß die Rostocker Mannschaft in der Jugend-Basketball-Bundesliga ins Endspiel vor, dort verloren die von Trainer Nicolai Coputerco betreuten Jungen gegen Ulm. Der Rostocker Roy Krupnikas wurde als bester Spieler der JBBL-Saison 2021/22 ausgezeichnet.
Mit einigen Jugendmannschaften sind die Rostocker in Spielklassen des Hamburger Basketball-Verbandes vertreten.